# Baborów (gemeente)
De gemeente Baborów is een stad- en landgemeente in het Poolse woiwodschap Opole, in powiat Głubczycki.
De zetel van de gemeente is in Baborów.
Op 30 juni 2004 telde de gemeente 6695 inwoners.

## Oppervlakte gegevens
In 2002 bedroeg de totale oppervlakte van gemeente Baborów 116,97 km², waarvan:
- agrarisch gebied: 89%
- bossen: 3%

De gemeente beslaat 17,38% van de totale oppervlakte van de powiat.

## Demografie
Stand op 30 juni 2004:
| Omschrijving                   | Totaal | Totaal | Vrouwen | Vrouwen | Mannen | Mannen |
| ------------------------------ | ------ | ------ | ------- | ------- | ------ | ------ |
| eenheid                        | aantal | %      | aantal  | %       | aantal | %      |
| inwoners                       | 6695   | 100    | 3338    | 49,9    | 3357   | 50,1   |
| bevolkingsdichtheid (inw./km²) | 57,2   | 57,2   | 28,5    | 28,5    | 28,7   | 28,7   |

In 2002 bedroeg het gemiddelde inkomen per inwoner 1405,77 zł.

## Aangrenzende gemeenten
Głubczyce, Kietrz, Pawłowiczki, Pietrowice Wielkie, Polska Cerekiew, Rudnik

## Administratieve plaatsen (sołectwo)
Babice, Boguchwałów, Czerwonków, Dziećmarowy, Dzielów, Księże Pole, Raków, Sucha Psina, Sulków, Szczyty, Tłustomosty.
Zonder de status sołectwo : Łęgi, Wierzbno.